# Globo Natureza
Globo Natureza é um núcleo da TV Globo que produz reportagens especiais para todos os jornais de rede nacional da emissora: Jornal Nacional, Globo Repórter, Fantástico, Jornal da Globo, Bom Dia Brasil, Jornal Hoje e Globo Rural, além do canal pago GloboNews.

## História

### Antecedentes
Idealizado e comandado por Humberto Pereira, editor-chefe do Globo Rural, o núcleo teve sua primeira reportagem exibida sob o selo Globo Natureza em abril de 2009. Até então, as reportagens eram exibidas sob o selo Globo Amazônia lançado em 1967.

### Desenvolvimento e expansão
Além das reportagens especiais, o núcleo produz ainda boletins informativos sobre a fauna e a flora de todo o mundo exibidos nos intervalos dos programas da emissora. Os boletins têm duração de aproximadamente um minuto e foram narrados por Fábbio Perez, ex-editor-chefe do Jornal da Globo e editor-chefe do Globo Natureza de 2001 até início de 2018. Na época do ABC da Amazônia de 1967 até 2011, eram narrados por Flávio Cantil, José Hamilton Ribeiro e Fábbio Perez. Depois, passou a ser narrado pela repórter Ana Paula Campos.

### Reconhecimentos
Em 2010, o site Globo Amazônia criado em 2008 foi indicado ao Digital Emmy com uma reportagem sobre curiosas marcas gigantes no solo da Amazônia que intrigavam a ciência.
Em agosto de 2013, a reportagem "Enawenê-nawê: os homens-espíritos" foi indicada ao prêmio Emmy Award International como melhor reportagem na categoria Current Affairs & News.

## Ligação externa
- O Globo Natureza no G1
- Reportagens e boletins produzidos pelo Globo Natureza